# Quadratura

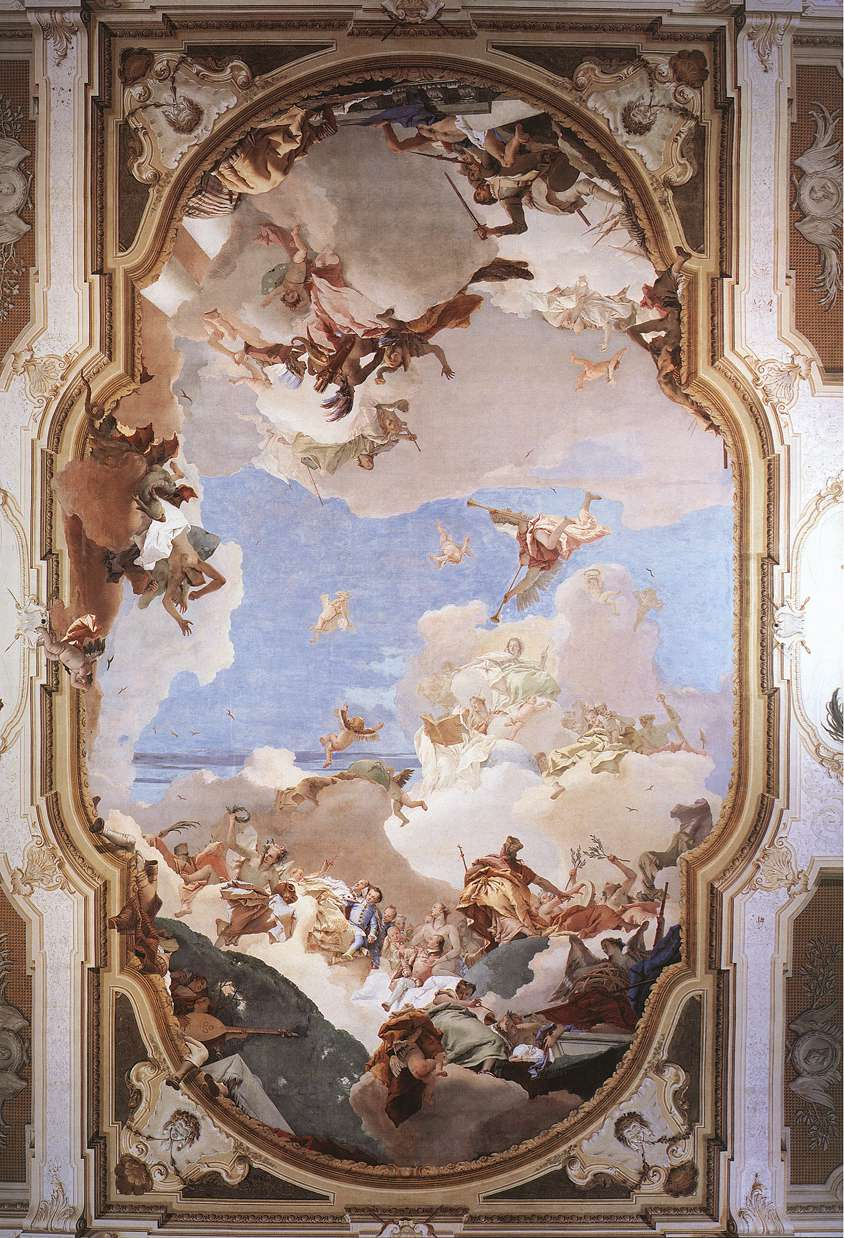
Apoteosis de los Pisani en Villa Pisani, de Tiépolo.

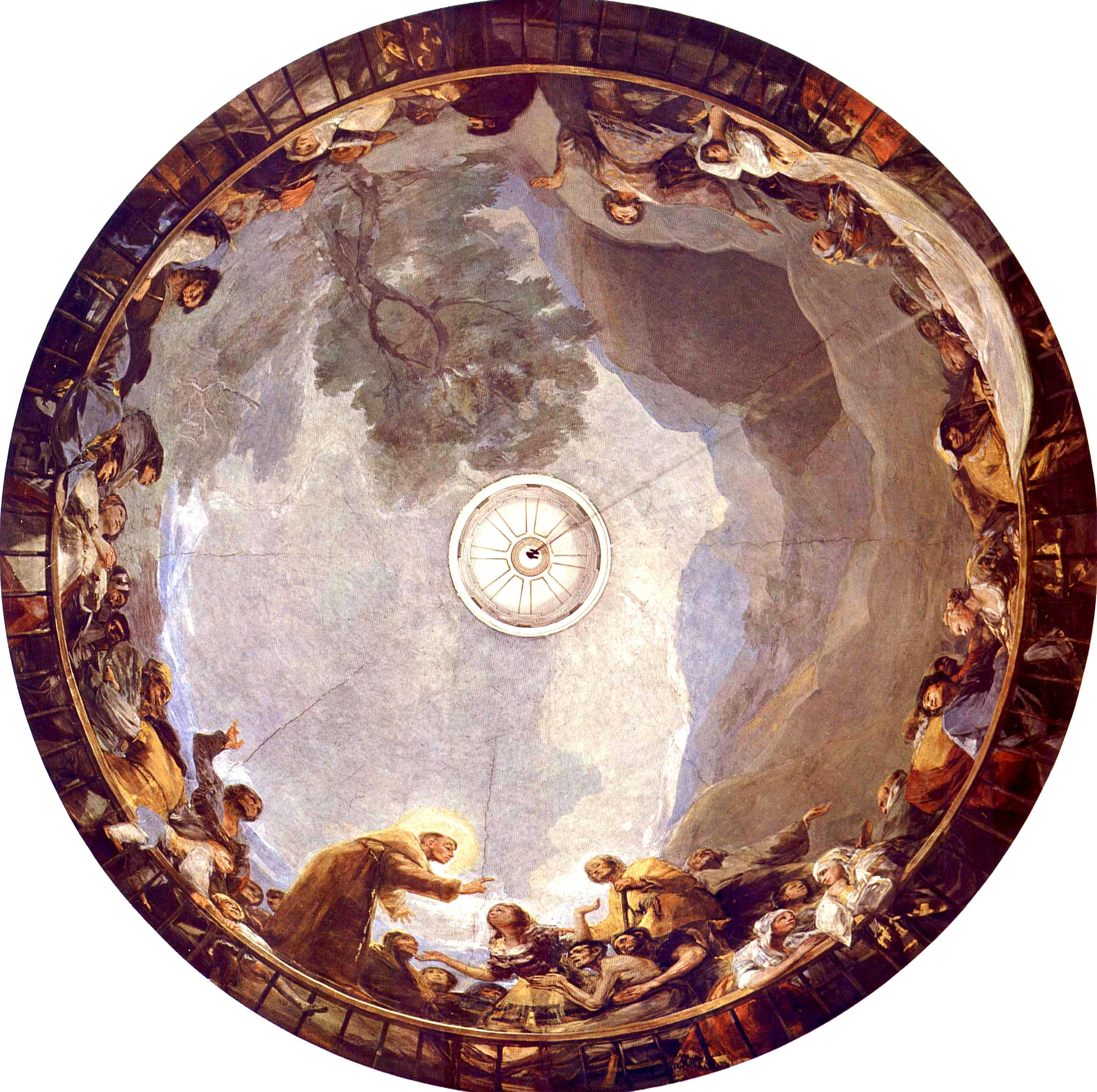
Cúpula de San Antonio de la Florida, de Goya.

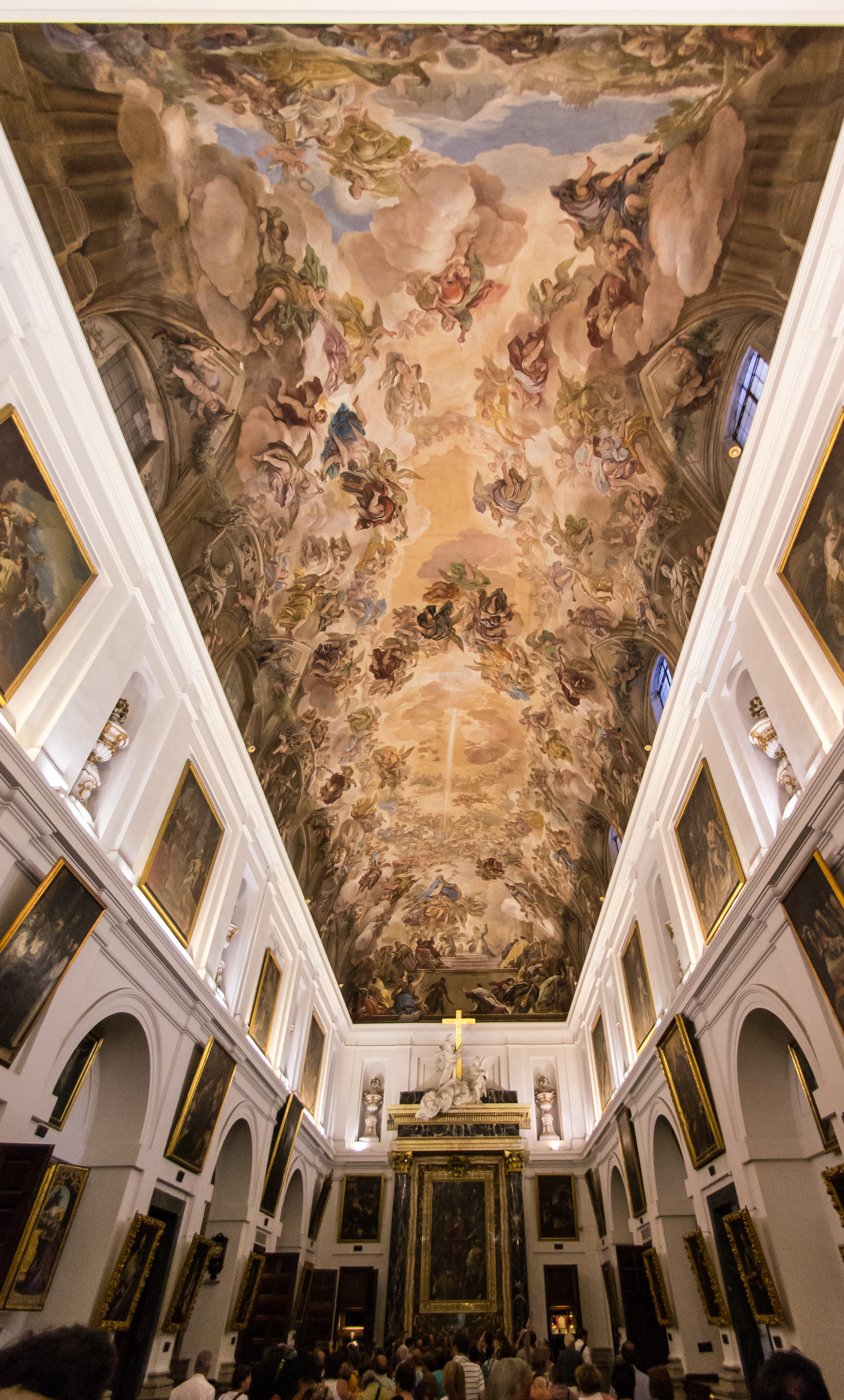
Sacristía de la catedral de Toledo, de Luca Giordano.

Quadratura (término italiano traducible como "cuadratura" -su etimología deriva probablemente de la operación de la cuadrícula que los artistas realizaban sobre la superficie a pintar-) o di sotto in sù (expresión italiana traducible como "desde abajo hacia arriba") son denominaciones de un género pictórico decorativo derivado del trampantojo (trompe-l'œil) que surgió en la Italia de los siglos XVII y XVIII, difundiéndose por toda Europa.
Se desarrolló a partir de la exigencia de decorar al fresco grandes superficies murales en el interior de iglesias, palacios o villas; que mediante técnicas ilusionistas (como la arquitectura ficticia) quedaban aparentemente ampliadas, superando los límites arquitectónicos reales, en una violación de la regla albertiana de representación pictórica. Por el contrario, se acomoda perfectamente a las convenciones de la retórica barroca y sus planteamientos persuasivos y de comunicación inmediata, que poblaba de santos y ángeles las aberturas ficticias de las bóvedas.
La construcción de estos espacios ilusionistas se basa siempre en la regla de la perspectiva, pero corregida ópticamente, para adaptarla a ambientes demasiado alargados o demasiado bajos, lo que supone ciertas licencias, como por ejemplo la de utilizar más de un punto de fuga.
El cuadernillo Representation de l´espace de Jean Dubreuil es un ejemplo de la difusión de estas técnicas en el siglo XVII.

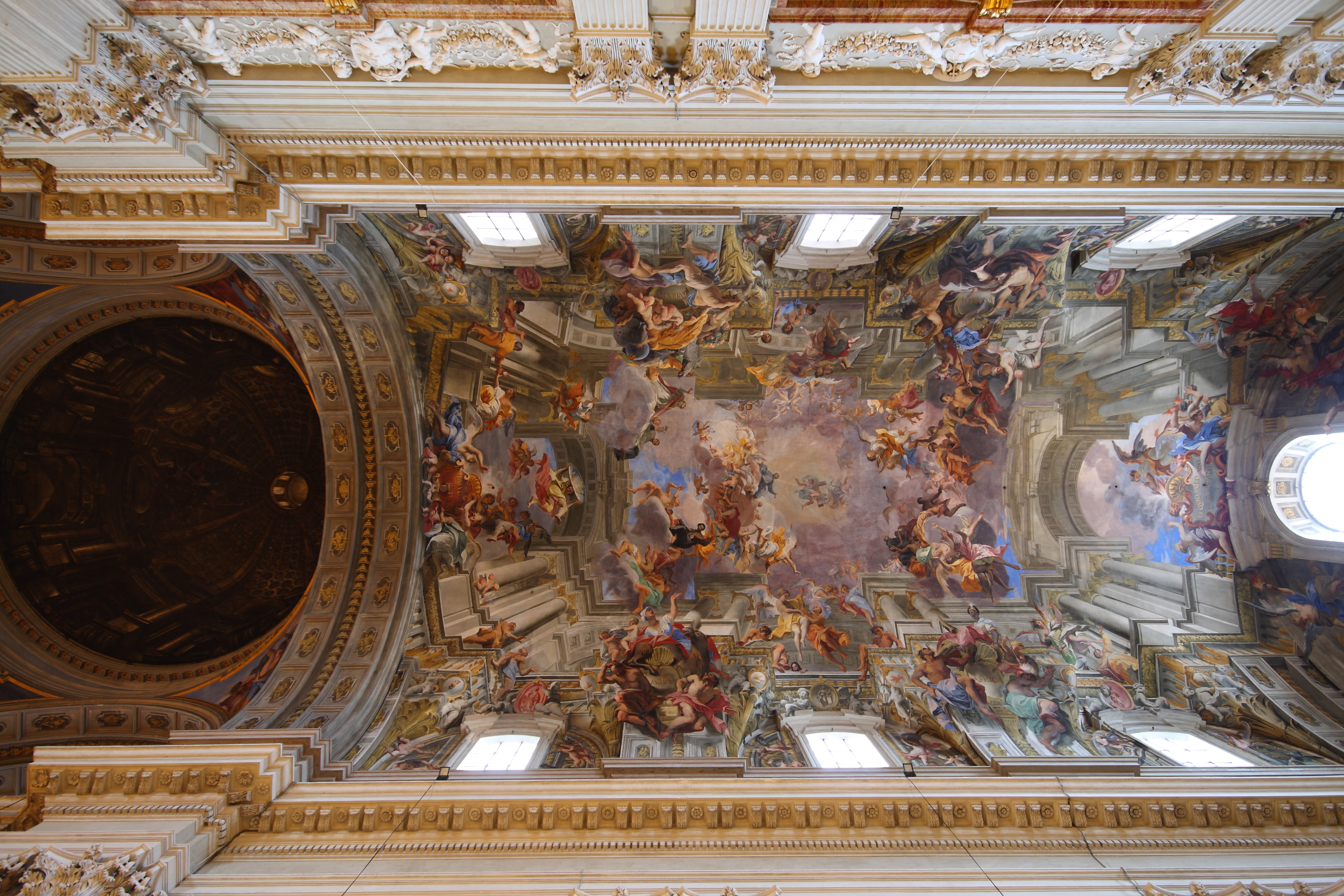
Bóveda de la iglesia de San Ignacio (Roma), de Andrea Pozzo.